# Jan i pirati iz Nigdjezemske
Jan i pirati iz Nigdjezemske su animirana TV serija za djecu.
Ovaj aimirani mjuzikl je priča je o troje mladih gusara i njihovoj prijateljici papigi Scully koji u raznim avanturama traže blaga po zemlji poznatoj kao Nigdjezemska. Dok oni nestrašivo tragaju pojavljuju se njihovi neprijatelji koji imaju istu misiju – otkriti gdje se skriva zlato. Kapetan Kuka uvijek uspije odgonetnu što Jan i njegova vesela družina planiraju napraviti pa ih preduhitri, ali se mali gusari ne predaju. Inspiracija za mjesto radnje, Nigdjezemsku, pronađena je u priči o vječnom dječaku Petru Panu.
„Jan i pirati iz Nigdjezemske“ ima jako puno pjevnih dijelova zbog kojih je još lakše našao put do djece. 
Ovaj se crtić u Hrvatskoj prikazuje na RTL Kockici. Glasove su posudili:
- Ranko Stojić - Smi
- Zoran Pribičević - Petar Pan
- Dražen Bratulić - kao Bones i Sharky (vokal)
- Goran Vrbanić - Sharky
- Boris Barberić - Kapetan Flin i Djed Bones
- Mia Krajcar - Gusarska princeza (2. sezona)
- Renata Sabljak - Kraljica Koraljka

## Vanjske poveznice
- Jan i pirati na RTL-u  Arhivirana inačica izvorne stranice od 22. lipnja 2020. (Wayback Machine)